# 高橋良太 (実業家)
高橋良太（たかはしりょうた、1981年6月16日 - ）は、日本の実業家。アップセルテクノロジィーズ株式会社代表取締役社長。

## 来歴
埼玉県に生まれ、私立武南学園武南高等学校を卒業後、2000年高千穂大学に入学。
2003年に株式会社ネクシィーズの事業説明会でテレマーケティングの事業モデルを知り、

同年10月、大学中退と同時に友人5名でサウザンドクレインを創業

。
社員を大事にする人物でインタビューで「人を徹底的に大事にする事です。」「家族ですね。会社は人生の長い時間を過ごす場所。であれば、もうひとつの家族ができたと思った方が楽しいはずです。」などと語っている

。
2011年には8期連続で増収し、海外進出と株式上場の展開を目指し、新進気鋭のベンチャーからグローバルカンパニーを目指し、国内外に拠点を展開、2012年ベトナムホーチミンにデータエントリー事業を中心とするＢＰＯセンターを開設、2014年にはフィリピンセブ島に多言語コールセンターを開設

。
2015年にはダイヤモンド経営者倶楽部より発刊された「ザ・ファースト・カンパニー2015　新領域を切り開く独創のイノベーターたち」に選ばれる

。
2017年には米国での営業活動を目的としロサンゼルスにTCATech.Incを設立している

。2019年3月、アップセルテクノロジィーズ株式会社に社名変更。

## 取材
- 『ベンチャー通信VOL.46』（2012年3月号）、イシン株式会社発行
- 『日本流通産業新聞』　日本流通産業新聞社発行、2012年3月1日発行
- 『日本流通産業新聞』　日本流通産業新聞社発行、2012年6月1日発行
- 『週刊ダイヤモンド』　株式会社ダイヤモンド社、2012年6月16日発行
- 『ビジネスチャンス8月号』「成長企業の海外戦略VOL.1　サウザンドクレイン　高橋良太社長」　株式会社富士山マガジンサービス、2012年3月22日発行
- 『ベンチャー通信VOL.60』「ベンチャー100社　成長の原動力」（2015年8月号）、イシン株式会社発行
- 『ザ・ファースト・カンパニー２０１５～新領域を切り開く独創のイノベータ―たち～』ダイヤモンド経営者倶楽部、12月5日発行
- 『ベストベンチャー100』 イシン株式会社運営